# Poeciloderas quadripunctatus
Poeciloderas quadripunctatus är en tvåvingeart som först beskrevs av Fabricius 1805.  Poeciloderas quadripunctatus ingår i släktet Poeciloderas och familjen bromsar. Inga underarter finns listade i Catalogue of Life.